# Riegelmine 43
Die Riegelmine 43 war eine Panzerabwehrmine der Wehrmacht im Zweiten Weltkrieg. Ihre Länge sollte die Wahrscheinlichkeit erhöhen, dass ein Panzer drüberfährt.

## Geschichte
Die Riegelmine 43 wurde 1943 als Panzerabwehrmine in die Wehrmacht eingeführt. Bis zum Ende des Zweiten Weltkriegs wurden ungefähr drei Millionen Stück hergestellt. Sie war ein Nachbau der italienischen Riegelmine B-2.

## Funktionsweise

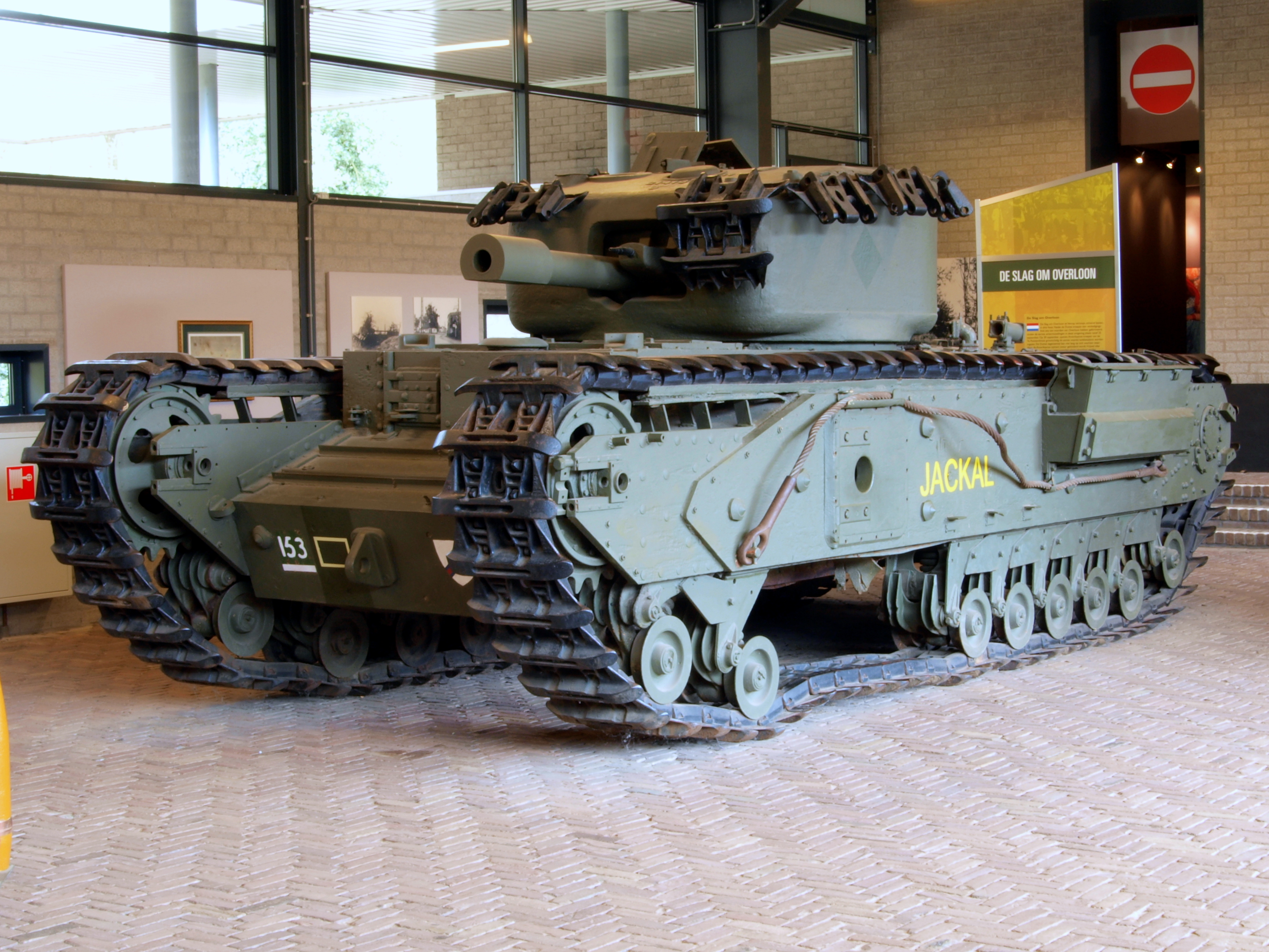
Durch eine Riegelmine 43 beschädigter Churchill im Kriegsmuseum Overloon. Zusätzlich wurden zwei Besatzungsmitglieder getötet.

Die Mine wurde verdeckt oder offen abgelegt und löste durch Druck auf die Druckplatte auf dem gesamten Deckel aus. Zum Auslösen der Mine war eine Last von 200 Kilogramm auf den Seiten und 400 Kilogramm in der Mitte nötig. Als Zünder wurden die Zugzünder ZZ 35, ZuZZ 35 oder ZZ 42 verwendet. Zwei weitere Zugzünder in jeweils einer Seite der Mine waren für die Wiederaufnahmesicherung verantwortlich.